# Хиркания
Хиркания (на старогръцки: Ὑρκανία: Hyrkania, на староперсийски 𐎺𐎼𐎣𐎠𐎴 :Varkâna, на средноперсийски 𐭢𐭥𐭫𐭢𐭠𐭭: Gurgān) е историко-географска област в югоизточната част на каспийското крайбрежие. В древността Хиркания е била в състава на Ахеменидската империя и наследилите я царства. Днес нейната територия принадлежи на Туркмения и Иран, а столицата Задракарта е град Горган, административният център на иранската провинция Голестан.

## Етимология
Хиркания е гръцкото наименование на областта. Със староперсийското име Varkāna територията е спомената в Бехистунския надпис на Дарий I. Названието означава „Страна на вълци“ и този смисъл е запазен в средно- и новоперсийската версия на името – Горган.

## География
Хиркания е разположена в югоизточната част на каспийското крайбрежие, в басейна на реките Горган и Атрек. На юг е обградена от планинската верига Алборз, на изток се намират планините на Копетдаг. Днес територията на Хиркания принадлежи на Туркмения и Иран.
В областта се различават две климатични зони – на северните склонове на Алборз и в Горганска низина. По северните склонове на Алборз се намират гъсти тропически гори с богат животински свят. Горганска низина е с плодородни земи в близост до планините. С отдалечаването от подножията на планините те преминават в по-пустинни степи.

## История
Смята се, че Хиркания влиза в състава на Ахеменидската империя по време на управление на Кир II или на неговия син Камбис II. По време на Дарий I и Ксеркс I тя обаче не е включена в техните списъци на провинции и вероятно е била част на сатрапията Партия. Херодот споменава за Хиркания в своята „История“. Според него хирканските войници са били използвани от Ксеркс I във войната срещу гърците през 480 пр.н.е. Хиркания се споменава като самостоятелна провинция, когато след смъртта на Артаксеркс I неговият син Дарий II става неин сатрап.
Повече исторически данни за областта има за времето след нахлуването на Александър Македонски в Персия. Известно е, че хирканците участват в битката при Гавгамела. След смъртта на Дарий III персийските благородници бягат към Хиркания, където се предават на Александър. Хиркания и Партия през този период се управляват като една сатрапия. След смъртта на Александър Хиркания е част на империята на Селевкидите. В края на III век пр.н.е. в Партия и Хиркания нахлува номадското племе парни. Селевкидите губят Партия завинаги, а Хиркания е превзета обратно от Антиох III през последното десетилетие на века. След едно поколение обаче Селевкидите отново губят Хиркания и тя става важна част на партското царство.
Постепенно Хиркания започва да търси независимост от властта на партската династия на Аршакидите. Известен е бунтът, вдигнат в областта през 58 г. По-късно хирканците търсят съюз с римския император срещу партите. Предполага се също, че хирканците са имали закрила и от Кушанската империя.
По време на Сасанидите названието Горган се появява не само като име на провинция, но и на град. През късния сасанидски период това название се използва върху административните печати. Предполага се, че Сасанидите изграждат стена за защита на Хиркания от набезите на номадите от Средна Азия.